# Norva japonica
Norva japonica är en insektsart som beskrevs av Anufriev 1970. Norva japonica ingår i släktet Norva och familjen dvärgstritar. Inga underarter finns listade i Catalogue of Life.